# Журавлёв, Валерий Спиридонович
Валерий Спиридонович Журавлёв (12 декабря 1960, д. Чемошур, Завьяловский район, Удмуртская АССР) — советский биатлонист, российский тренер по биатлону. Чемпион и неоднократный призёр чемпионата СССР. Мастер спорта СССР международного класса.

## Биография
Представлял город Ижевск, спортивные общества Вооружённых Сил и «Профсоюзы».
Неоднократно был победителем и призёром чемпионата СССР, в том числе в 1982 году завоевал бронзу в эстафете в составе сборной РСФСР (соревнования проводились в рамках зимней Спартакиады народов СССР), в 1987 году стал серебряным призёром в гонке патрулей, в 1989 году — чемпионом в индивидуальной гонке и серебряным призёром в командной гонке.
После окончания спортивной карьеры стал тренером. Много лет работал в Ижевске, среди его воспитанников — Оксана Неупокоева, Анна Кунаева, Алёна Перевозчикова и др. В 2010-е годы работает тренером в ОСШОР им. Л. Н. Носковой в Тюмени. Удостоен звания «Заслуженный тренер Удмуртской Республики».

## Личная жизнь
Брат Сергей также занимался биатлоном, входил в сборную СССР.